# The Business (film)
The Business è un film del 2005 diretto da Nick Love.

## Trama
Frankie vive a Londra con poche prospettive sognando di diventare qualcuno ma, dopo aver aggredito l'amante della madre, si dà alla latitanza fuggendo in Spagna sulla Costa del Sol ed inizia a lavorare per "Playboy" Charlie, un trafficante di droga che gestisce una discoteca e, insieme al suo complice Sammy, inizia a contrabbandare la droga attraverso lo stretto di Gibilterra.

## Colonna sonora

### Tracce
1. Duran Duran – Planet Earth
2. Frankie Goes to Hollywood – Welcome to the Pleasuredome
3. Mary Jane Girls – All Night Long
4. The Cult – Wild Flower
5. Loose Ends – Hangin' on a String (Contemplating)
6. Rick James – Ghetto Life
7. Blondie - Heart of Glass
8. Simple Minds – Don't You (Forget About Me)
9. Martha and the Muffins – Echo Beach
10. The Buggles – Video Killed the Radio Star
11. A Flock of Seagulls – I Ran (So Far Away)
12. Belouis Some – Imagination
13. Shannon – Let the Music Play
14. David Bowie – Modern Love
15. Talk Talk – It's My Life
16. The Knack – My Sharona
17. Roxy Music – Avalon
18. Simple Minds - Themes For Great Cities
19. Orchestral Manoeuvres in the Dark – Maid of Orleans
20. Adam and the Ants – Kings of the Wild Frontier
21. Blondie – Call Me